# Thomas Lydholm
Thomas Lydholm, född 1963, är en dansk filmproducent och produktionsledare 

## Producent (urval)
- 1997 – Beck – Lockpojken
- 1997 – Beck – Mannen med ikonerna
- 1997 – Beck – Pensionat Pärlan
- 1998 – Beck – Öga för öga
- 1998 – Beck – Vita nätter
- 1998 – Beck – Monstret
- 1998 – Beck – The Money Man
- 2000 – Bornholms stemme
- 2000 – Anna
- 2006 – Wellkåmm to Verona